# 朱德生
朱德生（1931年—2019年3月8日），江苏武进人，中国哲学家，曾任北京大学哲学系主任、党总支书记。

## 生平
1951年进入南京大学哲学系学习。1952年，因院系调整，转入北京大学哲学系。1956年夏毕业。
1987年-1993年担任北京大学哲学系主任。